# Arondismentul Mayenne
Arondismentul Mayenne (în franceză Arrondissement de Mayenne) este un arondisment din departamentul Mayenne, regiunea Pays de la Loire, Franța.

## Subdiviziuni

### Cantoane
- Cantonul Ambrières-les-Vallées
- Cantonul Bais
- Cantonul Couptrain
- Cantonul Ernée
- Cantonul Gorron
- Cantonul Le Horps
- Cantonul Landivy
- Cantonul Lassay-les-Châteaux
- Cantonul Mayenne-Est
- Cantonul Mayenne-Ouest
- Cantonul Pré-en-Pail
- Cantonul Villaines-la-Juhel

### Comune
| 1. Alexain (53002)                      | 2. Ambrières-les-Vallées (53003)        | 3. Aron (53008)                     | 4. Averton (53013)                      |
| 5. Bais (53016)                         | 6. La Bazoge-Montpinçon (53021)         | 7. La Bazouge-des-Alleux (53023)    | 8. Belgeard (53028)                     |
| 9. Boulay-les-Ifs (53038)               | 10. Brecé (53042)                       | 11. Carelles (53047)                | 12. Champfrémont (53052)                |
| 13. Champgenéteux (53053)               | 14. Champéon (53051)                    | 15. Chantrigné (53055)              | 16. La Chapelle-au-Riboul (53057)       |
| 17. Charchigné (53061)                  | 18. Chevaigné-du-Maine (53069)          | 19. Châtillon-sur-Colmont (53064)   | 20. Colombiers-du-Plessis (53071)       |
| 21. Commer (53072)                      | 22. Contest (53074)                     | 23. Couesmes-Vaucé (53079)          | 24. Couptrain (53080)                   |
| 25. Courcité (53083)                    | 26. Crennes-sur-Fraubée (53085)         | 27. La Dorée (53093)                | 28. Désertines (53091)                  |
| 29. Ernée (53096)                       | 30. Fougerolles-du-Plessis (53100)      | 31. Gesvres (53106)                 | 32. Gorron (53107)                      |
| 33. Grazay (53109)                      | 34. La Haie-Traversaine (53111)         | 35. Le Ham (53112)                  | 36. Hambers (53113)                     |
| 37. Hardanges (53114)                   | 38. Hercé (53115)                       | 39. Le Horps (53116)                | 40. Le Housseau-Brétignolles (53118)    |
| 41. Izé (53120)                         | 42. Javron-les-Chapelles (53121)        | 43. Jublains (53122)                | 44. Landivy (53125)                     |
| 45. Larchamp (53126)                    | 46. Lassay-les-Châteaux (53127)         | 47. Lesbois (53131)                 | 48. Levaré (53132)                      |
| 49. Lignières-Orgères (53133)           | 50. Loupfougères (53139)                | 51. Madré (53142)                   | 52. Marcillé-la-Ville (53144)           |
| 53. Martigné-sur-Mayenne (53146)        | 54. Mayenne (53147)                     | 55. Montaudin (53154)               | 56. Montenay (53155)                    |
| 57. Montreuil-Poulay (53160)            | 58. Moulay (53162)                      | 59. Neuilly-le-Vendin (53164)       | 60. Oisseau (53170)                     |
| 61. La Pallu (53173)                    | 62. Parigné-sur-Braye (53174)           | 63. Le Pas (53176)                  | 64. La Pellerine (53177)                |
| 65. Placé (53179)                       | 66. Pontmain (53181)                    | 67. Pré-en-Pail (53185)             | 68. Ravigny (53187)                     |
| 69. Rennes-en-Grenouilles (53189)       | 70. Le Ribay (53190)                    | 71. Sacé (53195)                    | 72. Saint-Aignan-de-Couptrain (53196)   |
| 73. Saint-Aubin-Fosse-Louvain (53199)   | 74. Saint-Aubin-du-Désert (53198)       | 75. Saint-Baudelle (53200)          | 76. Saint-Berthevin-la-Tannière (53202) |
| 77. Saint-Calais-du-Désert (53204)      | 78. Saint-Cyr-en-Pail (53208)           | 79. Saint-Denis-de-Gastines (53211) | 80. Saint-Ellier-du-Maine (53213)       |
| 81. Saint-Fraimbault-de-Prières (53216) | 82. Saint-Georges-Buttavent (53219)     | 83. Saint-Germain-d'Anxure (53222)  | 84. Saint-Germain-de-Coulamer (53223)   |
| 85. Saint-Julien-du-Terroux (53230)     | 86. Saint-Loup-du-Gast (53234)          | 87. Saint-Mars-du-Désert (53236)    | 88. Saint-Mars-sur-Colmont (53237)      |
| 89. Saint-Mars-sur-la-Futaie (53238)    | 90. Saint-Martin-de-Connée (53239)      | 91. Saint-Pierre-des-Nids (53246)   | 92. Saint-Pierre-sur-Orthe (53249)      |
| 93. Saint-Samson (53252)                | 94. Saint-Thomas-de-Courceriers (53256) | 95. Sainte-Marie-du-Bois (53235)    | 96. Soucé (53261)                       |
| 97. Thuboeuf (53263)                    | 98. Trans (53266)                       | 99. Vautorte (53269)                | 100. Vieuvy (53270)                     |
| 101. Villaines-la-Juhel (53271)         | 102. Villepail (53272)                  |                                     |                                         |